# Ana María Hoyos
Ana María Hoyos (Medellín Antioquia, Colombia, 23 de junio de 1973) es una actriz, presentadora y modelo colombiana.

## Carrera
A la edad de 20 años, debutó por primera vez como actriz en la serie Señora Isabel producida por Coestrellas, Aunque antes ya había trabajado como presentadora en programas regionales en su natal Medellín, siendo también presentadora de noticias del espectáculo en el noticiero Criptón. 
En 1995 contrae matrimonio con el también actor Orlando Pardo. Un año más tarde en 1996 RTI Producciones le ofrece una propuesta para trabajar en la telenovela La viuda de Blanco interpretando a su primar papel antagónico de Iluminada Urbina, junto a Osvaldo Ríos y María Helena Döering, dejando tiempo después la telenovela debido a su estado de embarazo, reemplazándola Tania Fálquez.

## Vida personal
Al casarse con Orlando Pardo, este le prohíbe volver a actuar y cancela todos los contratos asociados con la televisión. En febrero de 2015, después de 15 años, volvió a la televisión participando en la adaptación colombiana de Tu cara me suena.
Ahora Ana María está casada con Juan Manuel Casas y está más feliz que nunca.

¨Hace 15 años que me retiré de la televisión y fue por un hombre que me cambió la vida (Juan Manuel Casas), y aquí estoy otra vez con mis cuatro hijos, una de corazón y tres de panza. Es mi primera vez en un escenario, y lo hice por ellos¨
 Ana María Hoyos

## Telenovelas
- Tu cara me suena (2015)... Ella misma
- La dama del pantano (1999) ... Lady Di
- Código de pasión (1998) ... Rebeca Schiller
- La viuda de Blanco (1996)... Iluminada Urbina #1 - Antagonista
- María Bonita (1995) ... Kathy Albarracín
- Mambo (1994)  ... Lola Chávez
- Señora Isabel (1993) ... Jimena San Martín

## Premios Obtenidos
TV y Novelas
- Mejor Actriz Antagónica La viuda de Blanco